# ポテーズ 25
ポテーズ 25
- 用途：偵察機、爆撃機
- 分類：複葉機
- 製造者：ポテーズ
- 運用者：フランス空軍、ポーランド空軍
- 初飛行：1924年
- 生産数：4,000機（フランス生産は2,500機）
- 運用開始：1925年
- 退役：1940年代

ポテーズ 25（Potez 25またはPotez XXV）は1920年代に設計されたフランスの単発複座複葉機。第一線で多種の用途に使用されることを目的として作られた多目的戦闘爆撃機であり、戦闘、護衛、戦術爆撃、偵察などを任務とした。1920年代後半から1930年代初めにかけて、フランス、ポーランド、ソビエト連邦、アメリカ合衆国などを含む20ヶ国以上の空軍で標準的な多目的機として用いられた。また民間用としても人気があり、特に郵便機として活躍した。
ポテーズ 25はパラソル単葉機である25Mに発展したが、それは生産されなかった。

## 設計と開発
1923年、アヴィヨン・アンリ・ポテーズ航空機工場は、成功作となったポテーズ 15複葉偵察機の生産を開始した。アンリ・ポテーズはその生産で得た経験を生かし、より重く、より速い新しい多目的飛行機の設計に取り掛かった。この機体は「ポテーズ 25（またはポテーズ XXV）」と命名され、1924年には早くも試作が行われた。15との主な違いは、より大きく強力なエンジンと、新たに設計された翼であった。本機には、伝統的な複葉機と異なり、下翼が著しく小さい「一葉半」の形態が採用された。本機の軍用機型にはポテーズ 25 A2偵察機とポテーズ 25 B2爆撃偵察機の2つのタイプがある。
1925年5月、「Service Technique d'Aeronautique」研究所で行われた試作機の試験の結果、その操縦性、速度および耐久性のいずれも有望であることが確認され、その後、量産が開始された。軍から退役した大量の安価な飛行機に占領された第一次世界大戦後の市場にこの新しい飛行機を輸出するため、ポテーズ 25は多くのレースに参加した。最も有名な実績は、ヨーロッピアン・ラリー（7,400 km）と地中海ラリー（6,500 km）で、両方ともポテーズ 25を操縦したパイロットが優勝した。1920年代には有名なパリ＝テヘラン・ラリー（13,080 km）にも参加した。1930年6月、アンリ・ギヨメはポテーズ 25で郵便輸送飛行中にアンデス山脈に墜落したが、山中からの驚くべき脱出行を生き抜き、1週間にわたる捜索活動の末に救出された。
これらの業績によってポテーズ 25は人気を増し、当時最も成功したフランス機の1つとなった。そしてフランスはもとより、スイス、ベルギー、ブラジル、クロアチア、エストニア、エチオピア、フィンランド、ギリシャ、スペイン、日本、ユーゴスラビア、ポーランド、ポルトガル、さらにはルーマニア、トルコ、ソ連などの空軍が購入した。その結果、およそ2,500機がフランスで生産された。
1925年にはポーランドがポテーズ 25のライセンスを購入し、「Podlaska Wytwórnia Samolotów（PWS）」と「Plage i Laśkiewicz」航空機工場で各150機を生産した。最初のポーランド製ポテーズ 25は1928年にワルシャワの航空技術開発研究所でテストされ、ポーランド空軍の要求に適合するため設計への微修正が施された。顕著な違いの一つは前縁スラットの導入である。ポーランドでの生産は1932年に終了したが、その数は長距離/短距離偵察や昼間爆撃などの各型合計300機に達した。ポーランドでは原型のロレーヌ＝ディートリッヒ12Ebエンジンが供給できなかったため、1936年以降、47機に対しては、より強力なPZL ブリストル・ジュピター VIIF星型エンジンへの換装が行われた。
他にもいくつかの国がポテーズ 25のライセンス生産を行った。
日本では1938年（昭和13年）、日本海軍がクレルジェ 14F-2星型ディーゼルエンジンの実験機として1機を輸入し、CXPという略符号を与えた。この機体は霞ヶ浦でエンジンの試運転を行ったが、機体が老朽化していたため飛行することはなかった。また、1931年（昭和6年）には、日本陸軍が奉天に進駐した際に奉天飛行場に放置されていた十数機のポテーズ 25を鹵獲し、「保貞号」と称して偵察爆撃機として運用した。このほか軍用ではないものの、中島飛行機が1926年（大正15年）に研究機材として1機を輸入したが、試験飛行中に不時着大破している。

## 各型
ポテーズ 25 1925年試作機
1機。450馬力イスパノ・スイザ 12Ga エンジン装備。
ポテーズ 25 A.2
複座観測機。520馬力サルムソン 18Cmb またはロレーヌ 12Eb エンジン装備。
ポテーズ 25 ET.2
複座中間練習機。500馬力サルムソン 18Ab 星型エンジン装備。
ポテーズPotez 25 ジュピター
420馬力グノーム＝ローヌ 9Ac ジュピター星型エンジンを装備した輸出型。ユーゴスラビアのイカルス社とポルトガルのOSGAでライセンス生産され、またエストニアとスイスに輸出された。
ポテーズ 25/5
500馬力ルノー 12Jbエンジン装備の生産型。100機製作。
ポテーズ 25 TOE
最も多く、2,270機が製作された。
ポテーズ 25 GR
長距離型。
ポテーズ 25M
イスパノ＝スイザエンジン装備機を1機、パラソル単葉に改造。
ポテーズ 25 イスパノ・スイザ
VIP輸送型。600馬力イスパノ・スイザ 12Lb装備。
ポテーズ 25 ファルマン
フランス空軍向け複座観測機型。500馬力ファルマン 12Weエンジン装備。「ポテーズ 25/4」ともいう。12機製作。
ポテーズ 25/35
複座標的曳航機型。
ポテーズ 25/55
複座練習機型。40機製作。
ポテーズ 25-O
北大西洋無着陸横断飛行のために特別に強化され、改装されたタイプ。ジュピター星型エンジンを装備し、投棄可能な脚と、強化された着陸用の橇を持っていた。2機のみ製作。
ポテーズ 25H
フロートを装備した試作型。2機製作され、いずれもグノーム・ローヌ・ジュピターエンジンを装備した。

## 使用者

### 民間
フランス
- アエロポスタル
- コードロン飛行学校
- コンパニー・フランセーズ・ダヴィアシオン
- アンリオ航空およびアンリオ飛行学校

### 軍用
フランス
- フランス空軍
- 自由フランス空軍

 アメリカ合衆国
- アメリカ陸軍航空隊

 ウルグアイ
- ウルグアイ空軍

 エストニア
- エストニア空軍 - 1940年までポテーズ 25 ジュピターを使用。

 エチオピア帝国
- エチオピア空軍

 ギリシャ王国
- ギリシア空軍

 クロアチア独立国
- クロアチア独立国空軍 - ユーゴスラビア王国空軍機42機を捕獲して使用

 スイス
- スイス空軍

 スペイン王国
- スペイン空軍

 ソビエト連邦
- ソ連空軍

 中華民国
- 中華民国空軍

 トルコ
- トルコ空軍

 日本
- 大日本帝国陸軍
- 大日本帝国海軍 - 研究用に1機購入しCXPと命名

 パラグアイ
- パラグアイ空軍 - 25A2を6機、25TOEを8機、計14機をボリビアとのチャコ戦争で使用

 フィンランド
- フィンランド空軍 - 25A2を1機購入して1927年に試験したが制式採用には至らなかった。この機体は700時間の飛行を行い、1936年まで使用されていた。

 ブラジル
- ブラジル空軍

 ベルギー
- ベルギー空軍

 ポーランド
- ポーランド空軍 - 16機をフランスから購入し、その他300機を自国で生産した。

 ポルトガル
- ポルトガル空軍

 ユーゴスラビア王国
- ユーゴスラビア王国空軍 - ユーゴスラビア国内で200機を生産して使用。

 ルーマニア王国
- ルーマニア空軍

## 要目（ポテーズ 25）

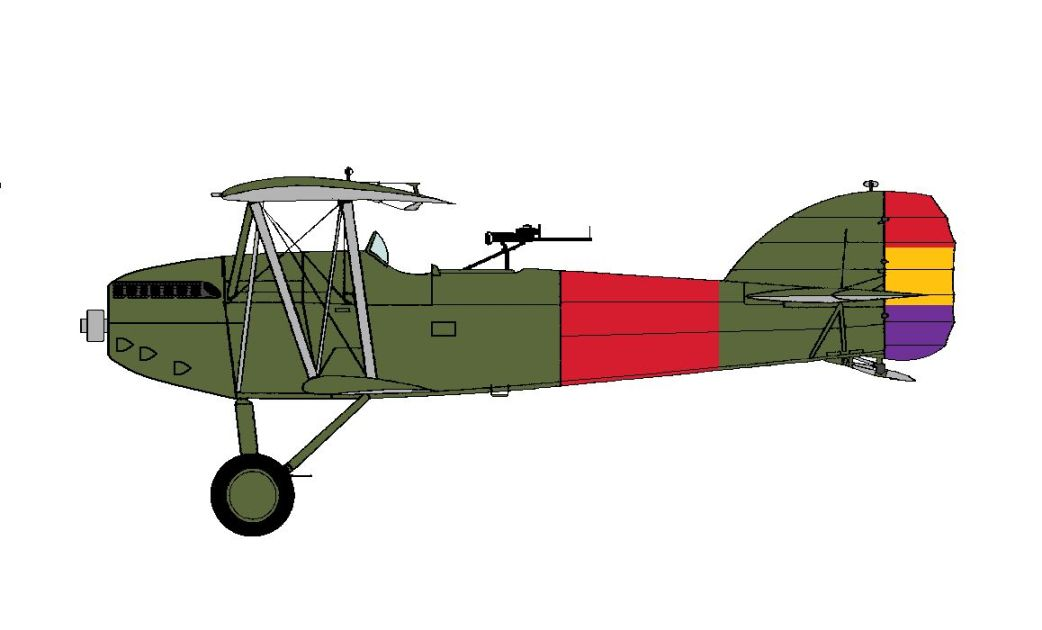
スペイン共和国空軍所属のポテーズ25

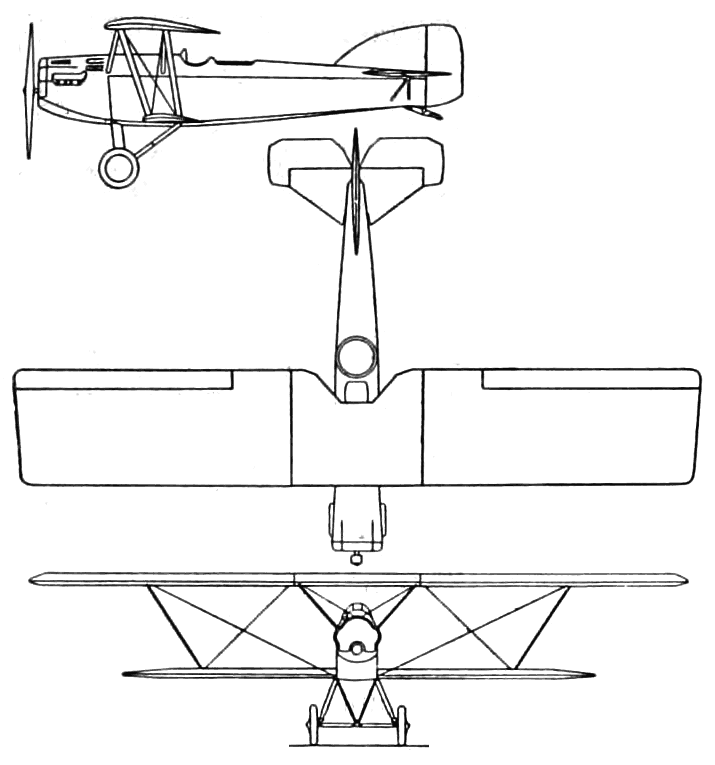

（Andrzej Glass: "Polskie konstrukcje lotnicze 1893-1939", WKiŁ, Warsaw 1977 による。）
- 乗員: 2
- 全長: 9.2 m
- 全幅: 14.14 m
- 全高: 3.59 m
- 翼面積: 51.4 m2
- 空虚重量: 1,490 kg
- 全備重量: 2,558 kg
- 搭載量: 1,068 kg
- エンジン: ロレーヌ＝ディートリッヒ 12 Eb 水冷W12気筒 478馬力 ×1基
- 最高速度: 214 km/h
- 航続距離: 600 km
- 上昇限度: 5,500 m
- 上昇率: 3.5 m/s
- 翼面積荷重: 49.8 kg/m2

## 参考資料
- Heinonen, Timo Heinonen: Thulinista Hornetiin, Keski-Suomen ilmailumuseon julkaisuja 3, 1992. ISBN 951-95688-2-4.